# Sózó

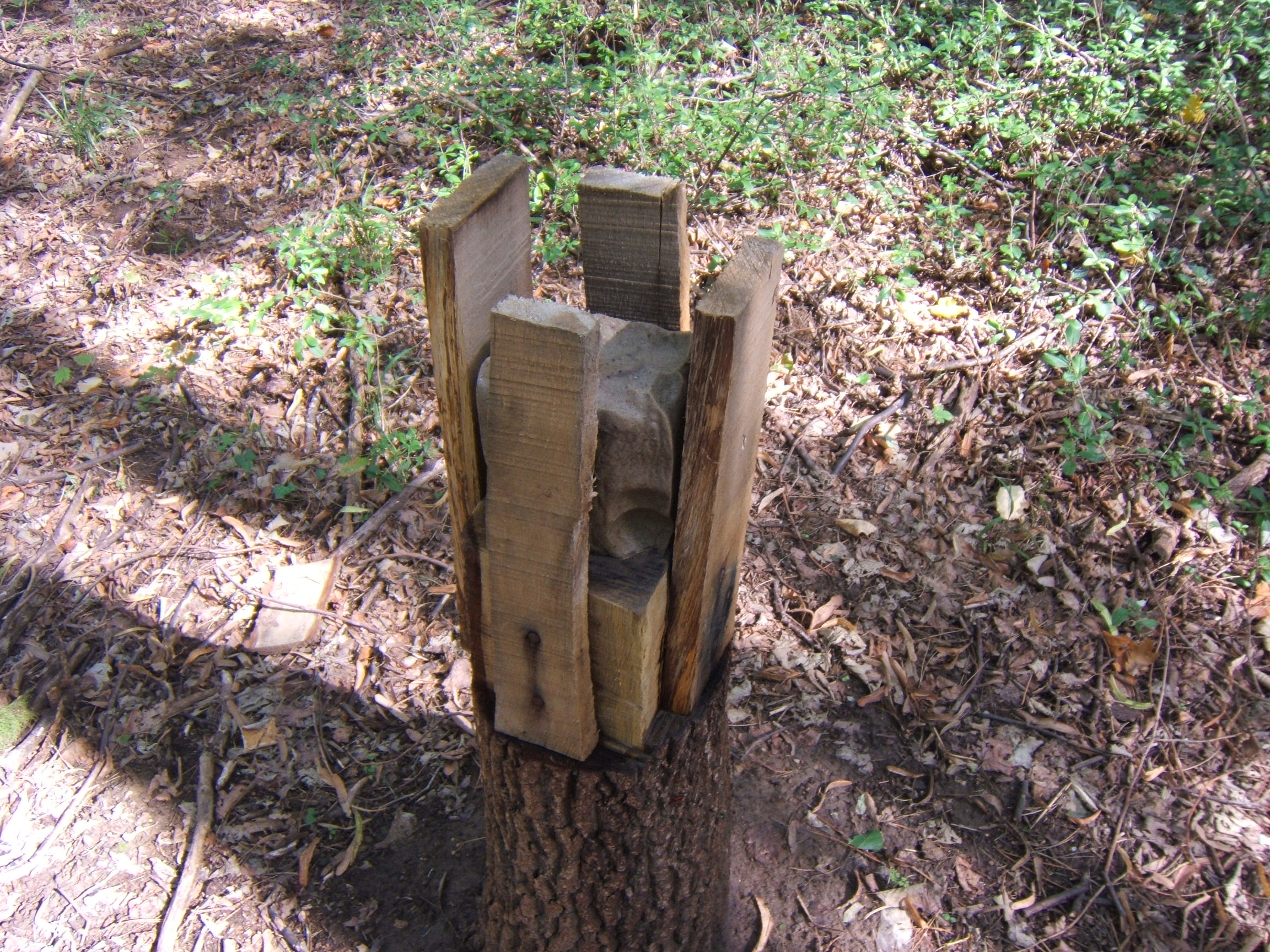
Egy sózó Somogydöröcske közelében

A sózó a vadak sóval való ellátására szolgáló eszköz. A só, mint takarmány-kiegészítő anyag, mikroelemek kijuttatására, esetleg gyógyszerezésre is felhasználható. A vad sóval történő ellátására a sózók létesítése a középkorig visszavezethető és a legkorábbi tudatos vadgazdálkodási beavatkozásnak tekinthető.
A só kijuttatásának régi formája volt a keretsózó használata, illetve gyakori megoldás volt a sózó vályú. Ez állhat a talajon, fűrészbakhoz hasonló lábakon, két oszlop között, amelyek fölé készíthető tető, hogy ne érje víz. Földön álló változata elsősorban őzes területeken alkalmazott, itt egy kb. 20-30 cm átmérőjű rönköt vájnak ki és töltenek fel nyalósóval.
A só kijuttatásra manapság talán a legelterjedtebb a tönksózó alkalmazása. Ennek alapja egy kissé magasabbra (30-40 cm) hagyott tuskó, melyben motorfűrésszel egy négyszögletű üreget alakítanak ki, amibe tömbsót helyeznek. Egyre több helyen alkalmazzák a paszta formájában vásárolható nyalósókat is, amelyek egyszerűen a fákra kenve kínálhatók fel a vad számára.